# کریس متزن
کریستوفر وینسنت مَتزن (به انگلیسی: Christopher Vincent Metzen) (متولد 22 نوامبر 1973) با نام مستعار "Thundergod" یک طراح بازی ویدئویی، هنرمند، صداپیشه و نویسنده آمریکایی است که به خاطر ایجاد جهان خیالی و فیلمنامه‌های داستانی برای سه سری اصلی بلیزارد انترتینمنت یعنی وارکرفت، دیابلو و استارکرفت شناخته شده‌است. متزن توسط Blizzard Entertainment به عنوان انیماتور و یک آرتیست استخدام شد. اولین کار او برای این شرکت ساخت بازی ویدیویی Justice League Task Force بود.
متزن معاون ارشد توسعه داستان و سازنده سری بازی در بلیزارد بود که با ایفای نقش صداپیشه برای تعدادی از شخصیت‌ها و همچنین کمک به طراحی شخصیت‌های هنری، به پروژه‌های این شرکت کمک می‌کرد. خارج از بلیزارد، متزن نویسنده یک مجموعه رمان گرافیکی است که بر اساس یک جنگ داخلی آینده آمریکایی ساخته شده‌است. متزن در سپتامبر ۲۰۱۶ بازنشسته شد تا وقت بیشتری را در کنار خانواده اش بگذراند.
متزن در جدیدترین اثر خود، نویسنده رمانهای گرافیکی، Transformers: Autocracy and Transformers Monstrosity با همکاری نویسنده فلینت دیل و هنرمند لیویو راموندلی است.

## حرفه
متزن پس از مراجعه به بلیزارد انترتینمنت، که در آن زمان با نام Chaos Studios شناخته می‌شد، به توصیه یکی از دوستانش که کارهای او را دیده بود، کار خود را در زمینه طراحی آغاز کرد. او به سرعت توسط این شرکت استخدام شد، اگرچه او اظهار داشت که در آن زمان واقعاً نمی‌دانست که Blizzard Entertainment چه کارهایی انجام داده‌است و فرض می‌کرد که این شرکت یک استودیوی طراحی گرافیک است و نه یک توسعه دهنده بازی‌های ویدیویی.
اولین کار متزن برای این شرکت همکاری در توسعه بازی Justice League Task Force بود، که در آن بازی او کارهای هنری و انیمیشن شخصیت‌ها را ارائه داد. تقریباً در همان زمان، در سال ۱۹۹۴ متزن بر روی کارهای هنری، تصاویر و مستندات بازی وارکرفت: ارک‌ها و انسان‌ها نیز کار کرد. بازی‌های ویدیویی بعدی توسط بلیزارد اغلب شامل کارهای متزن در طراحی دستی، تصویرگری و هنر مفهومی بود. با این حال، نقش متزن در ساخت بازی‌های بعدی وارکرفت یعنی وارکرافت ۲: جریان تاریکی به‌طور قابل توجهی افزایش یافت، که به او این فرصت را داد تا علاوه بر طراحی سناریوها و ماموریت‌های مختلف بازی، روی جهان خیالی بازی مبتنی بر فانتزی کار کند.
در سال ۱۹۹۶، بلیزارد دومین سری اصلی خود را با بازی دیابلو راه اندازی کرد. جهان داستانی دیابلو توسط متزن و همکار او Bill Roper ایجاد شد. متزن همچنین برای برخی از شخصیت‌های بازی، صداپیشگی آنان را ایفا کرد.
متزن استعداد صداپیشگی خود را برای بازی‌های بعدی نشان داد. در سال ۱۹۹۸ وی در عنوان استارکرافت نقش طراح اصلی بازی را عهده گرفت. همراه با جیمز فینی، متزن دوباره داستان و فیلمنامه گسترده بازی و همچنین سازماندهی صداپیشگی بازی را انجام داد. در سال ۱۹۹۹، متزن یک داستان کوتاه را در دنیای استارکرفت با همکار یکی از کارمندان بلیزارد به اسم سام مور نوشت. این داستان با عنوان Revelations در شماره فصل بهار داستان‌های شگفت‌انگیز منتشر شد. با بازگشت بلیزراد به سری Diablo در سال ۲۰۰۰ یعنی دیابلو ۲، متزن روی داستان بازی، فیلمنامه و کارهای هنری کار کرد. در سال ۲۰۰۱، او رمانی را با عنوان خون و افتخار در جهان وارکرفت منتشر کرد.
در بازی وارکرفت ۳: پادشاهی آشوب محصول ۲۰۰۲، متزن کارگردان خلاق بازی بود و داستان و فیلمنامه آن را نوشت. این سمت باعث شد که او بتواند در بازی‌های بعدی بلیزارد بتواند حضور پیدا کند. در بازی نقش آفرینی بر خط چندنفره گسترده به اسم دنیای وارکرفت محصول ۲۰۰۴، نقش او به اندازه اوایل کارش گسترده نبود ولی در نوشتن فیلمنامه و اثر هنری و کارهای مربوط به صدای بازی مشارکت کرد.
متزن در اوایل سال ۲۰۰۵ اعلام کرد که در حال کار بر روی یک مجموعه رمان گرافیکی مستقل از بلیزارد است. این مجموعه با اسم سرباز: ۷۶، در سال ۲۰۱۰ روایت می‌شود که با افزایش تهدیدات تروریستی داخلی و جهانی و افزایش قدرت برای دولت فدرال ایالات متحده نسبت به دولت‌های ایالتی محلی که به عنوان زمینه کار می‌کنند و در جنگ داخلی دوم آمریکا قرار دارد. متزن فیلمنامه این سریال را نوشت، در حالی که هنرمند برزیلی مک ولاتی مسئولیت تصویرگری و نقاشی کتاب را بر عهده داشت. سرباز: ۷۶ بعداً به عنوان یک قهرمان قابل بازی در اورواچ ظاهر می‌شود.
متزن در فیلم وارکرفت محصول ۲۰۱۶، به عنوان یک فروشنده عطر عمامه دار حضور پیدا کرد. در ۱۲ سپتامبر ۲۰۱۶، متزن اعلام کرد که پس از تقریباً بیست و سه سال همکاری، از Blizzard Entertainment بازنشسته می‌شود. در نوامبر ۲۰۱۸، متزن در بلیزکان ۲۰۱۸ در صف سؤال و جواب حاضر شد، جایی که در مورد بازگشت «Warchief واقعی» Horde جویا شد. الکس افراسیابی (یک ایرانی-آمریکایی در تیم وارکرفت) در پاسخ گفت که اگر قرار است یک هیئت مدیره شغل خیالی با نیاز به Warchief منصوب شود، او (افراسیابی) با متزن تماس می‌گیرد. متزن برای فیلم سینمایی "پناهگاه امن" که در ماه مه ۲۰۱۹ اکران شد، برای نقش Thrall بازگشت و صداپیشگی یک شخصیت در پچ ۸٫۲ گسترش دهند "Rise of Azshara" برای دنیای وارکرفت: نبرد برای آزروث را انجام داد. متزن صداپیشه شخصیت Dragon-King Thunder را در فصل سوم سریال انیمیشن شاهزاده اژدها ساخته نت فلیکس بازی کرد.

## زندگی شخصی و تأثیرات هنری
او برای نخستین بار از دوازده سالگی شروع به طراحی کمیک کرد ولی از شش سالگی علاقه به طراحی داشت. وی اظهار داشت که هنوز عادت خرید کمیک‌های طنز به صورت هفتگی را دارد او طرفدار کمیک Dungeons & Dragons است و از سری از رمان‌های Dragonlance و جنگ ستارگان برای خلق داستان‌های فانتزی و علمی تخیلی خود الهام اولیه گرفت.
او سبک هنری خود را اینگونه تعریف می‌کند: «به شدت تحت تأثیر سبک‌های مدادی والت سیمونسون و فرم‌های جیم لی» در حالی که «پوشش، مضامین و احساس کلی نقاشی‌های فانتزی لری المور و کیت پارکینسون» را ترجیح می‌دهد. علایق متزن علاوه بر هنر، موسیقی پاپ و راک، زندگی شبانه و دوچرخه‌های خاکی است.
در ۲۱ آوریل ۲۰۱۳، متزن با دوست دختر دیرینه خود کت هانتر ازدواج کرد، که مدیر پروژه صدور مجوز در بلیزارد انترتینمنت بود. آنها سه فرزند دارند.

## صداگذاری نقش‌ها

### بازی‌های ویدیویی
- استارکرافت (بازی ویدئویی) - تفنگداران دریایی، Battlecruiser، شبح
- وارکرفت ۳: پادشاهی آشوب - ترال
- وارکرفت ۳: تخت یخ‌زده - Thrall , Vol'jin
- دنیای وارکرفت - Thrall , Vol'jin , Orcs , Nefarian , Ragnaros , Hakkar the Soulflayer
- دنیای وارکرفت: جنگ‌های صلیبی سوزان - Thrall , Vol'jin
- دنیای وارکرفت: خشم پادشاه لیچ - Thrall , Vol'jin , Varian Wrynn , Deathbringer Saurfang / Dranosh Saurfang , Bronjahm
- استارکرافت ۲: بال‌های آزادی - تفنگداران دریایی، Battlecruiser , Tauren Marine
- دنیای وارکرفت: کاتاکلیزم - Thrall , Vol'jin , Varian Wrynn , Nefarian , Ragnaros , Hakkar the Soulflayer
- دنیای وارکرافت: مه‌هایی از پانداریا - Thrall , Arcanital Mara'kah , Captain Halu'kal , Nalak the Storm Lord , War-God Jalak
- Starcraft II: Heart of the Swarm - تفنگداران دریایی، Battlecruiser
- قلب سنگی: قهرمانان وارکرفت - Thrall، مینیون‌های مختلف
- دنیای وارکرفت: جنگ سالاران درینور - ترال، واریان ورین
- قهرمانان طوفان - Thrall , Varian Wrynn , Imperius
- StarCraft II: Legacy of the Void - Marine , Battlecruiser
- دنیای وارکرفت: لژیون - ترال، واریان ورین، دوک هیدراکسیس
- اورواچ - باستیون
- دنیای وارکرفت: نبرد برای آزروث - Thrall

### تلویزیون
- شاهزاده اژدها - تندر / آویزاندوم